# FC Slavoj Olympia Bruntál
FC Slavoj Olympia Bruntál (celým názvem: Football Club Slavoj Olympia Bruntál) je český fotbalový klub, který sídlí v Bruntále v Moravskoslezském kraji. Založen byl v roce 2014 fúzí dvou bruntálských oddílů, Slavoje a Olympie. Od sezony 2018/19 působí v divizi (4. nejvyšší soutěž). Klubové barvy jsou modrá a bílá.
Nový klub, vystupující od sezony 2014/15 pod názvem FC Slavoj Olympia Bruntál, převzal pro sezonu 2014/15 místo Olympie v I. A třídě Moravskoslezského kraje – sk. A (6. nejvyšší soutěž). Místo Slavoje v I. B třídě Moravskoslezského kraje – sk. A (7. nejvyšší soutěž) zaujal v sezoně 2014/15 záložní tým FC Slavoj Olympia Bruntál „B“.
Své domácí zápasy odehrává na stadionu v Bruntále s kapacitou 1 500 diváků. Od sezony 2020/21 v klubu hraje bývalý ligový fotbalista Ondřej Kušnír.

## Historické názvy
Zdroj: 
- 2014 – FC Slavoj Olympia Bruntál (Football Club Slavoj Olympia Bruntál)

## Umístění v jednotlivých sezonách
Stručný přehled
Zdroj: 
- 2014–2016: I. A třída Moravskoslezského kraje – sk. A
- 2016–2018: Přebor Moravskoslezského kraje
- 2018–2019: Divize E
- 2019–2025: Divize F
- 2025–: I. A třída Moravskoslezského kraje – sk. A

Jednotlivé ročníky
Zdroj: 
Legenda: Z - zápasy, V - výhry, R - remízy, P - porážky, VG - vstřelené góly, OG - obdržené góly, +/- - rozdíl skóre, B - body, červené podbarvení - sestup, zelené podbarvení - postup, fialové podbarvení - reorganizace, změna skupiny či soutěže
| Česko (2014 – ) |                                            |        |    |    |   |    |    |    |     |    |        |
| Sezóny          | Liga                                       | Úroveň | Z  | V  | R | P  | VG | OG | +/- | B  | Pozice |
| 2014/15         | I. A třída Moravskoslezského kraje – sk. A | 6      | 26 | 12 | 3 | 11 | 45 | 47 | −2  | 39 | 5.     |
| 2015/16         | I. A třída Moravskoslezského kraje – sk. A | 6      | 26 | 19 | 1 | 6  | 72 | 24 | +48 | 58 | 2.     |
| 2016/17         | Přebor Moravskoslezského kraje             | 5      | 30 | 9  | 7 | 14 | 58 | 62 | −4  | 34 | 11.    |
| 2017/18         | Přebor Moravskoslezského kraje             | 5      | 30 | 20 | 7 | 3  | 70 | 34 | +36 | 67 | 2.     |
| 2018/19         | Divize E                                   | 4      | 30 | 13 | 8 | 9  | 46 | 41 | +5  | 47 | 8.     |
| **2019/20       | Divize F                                   | 4      | 13 | 1  | 1 | 11 | 11 | 46 | -35 | 4  | 14.    |
| ** 2020/21      | Divize F                                   | 4      | 10 | 3  | 0 | 7  | 11 | 23 | -12 | 9  | 11.    |
| 2021/22         | Divize F                                   | 4      | 26 | 7  | 6 | 13 | 35 | 51 | -16 | 27 | 12.    |
| 2022/23         | Divize F                                   | 4      | 26 | 5  | 5 | 16 | 29 | 65 | -36 | 20 | 12.    |
| 2023/24         | Divize F                                   | 4      | 30 | 3  | 3 | 24 | 28 | 69 | -63 | 12 | 16.    |
| 2024/25         | Přebor Moravskoslezského kraje             | 5      | 28 | 5  | 2 | 21 | 29 | 97 | -68 | 17 | 14.    |

Poznámky:
- 2015/16: Postoupilo rovněž vítězné mužstvo ŠSK Bílovec.

**= sezona předčasně ukončena z důvodu pandemie covidu-19.

## FC Slavoj Olympia Bruntál „B“
FC Slavoj Olympia Bruntál „B“ je rezervním mužstvem SO Bruntál, které hraje od sezony 2014/15 I. B třídu Moravskoslezského kraje (7. nejvyšší soutěž).

### Umístění v jednotlivých sezonách
Stručný přehled
Zdroj: 
- 2014– : I. B třída Moravskoslezského kraje – sk. A

Jednotlivé ročníky
Zdroj: 
Legenda: Z - zápasy, V - výhry, R - remízy, P - porážky, VG - vstřelené góly, OG - obdržené góly, +/- - rozdíl skóre, B - body, červené podbarvení - sestup, zelené podbarvení - postup, fialové podbarvení - reorganizace, změna skupiny či soutěže
| Česko (2014 – ) |                                            |        |    |    |   |    |    |    |     |    |        |
| Sezóny          | Liga                                       | Úroveň | Z  | V  | R | P  | VG | OG | +/- | B  | Pozice |
| 2014/15         | I. B třída Moravskoslezského kraje – sk. A | 7      | 26 | 11 | 5 | 10 | 63 | 56 | +7  | 38 | 7.     |
| 2015/16         | I. B třída Moravskoslezského kraje – sk. A | 7      | 26 | 11 | 3 | 12 | 59 | 68 | -9  | 36 | 8.     |
| 2016/17         | I. B třída Moravskoslezského kraje – sk. A | 7      | 26 | 13 | 4 | 9  | 70 | 49 | +21 | 43 | 4.     |
| 2017/18         | I. B třída Moravskoslezského kraje – sk. A | 7      | 26 | 10 | 6 | 10 | 70 | 51 | +19 | 36 | 8.     |
| 2018/19         | I. B třída Moravskoslezského kraje – sk. A | 7      | 26 | 15 | 2 | 9  | 90 | 61 | +29 | 47 | 5.     |
| ** 2019/20      | I. B třída Moravskoslezského kraje – sk. A | 7      | 13 | 5  | 4 | 4  | 24 | 31 | -7  | 19 | 6.     |
| ** 2020/21      | I. B třída Moravskoslezského kraje – sk. A | 7      | 8  | 4  | 1 | 3  | 21 | 23 | -2  | 13 | 6.     |
| 2021/22         | I. B třída Moravskoslezského kraje – sk. A | 7      | 26 | 12 | 3 | 11 | 68 | 56 | +12 | 39 | 6.     |
| 2022/23         | I. B třída Moravskoslezského kraje – sk. A | 7      | 26 | 13 | 4 | 9  | 80 | 55 | +25 | 43 | 5.     |

**= sezona předčasně ukončena z důvodu pandemie covidu-19.